# Rainer Pawelke

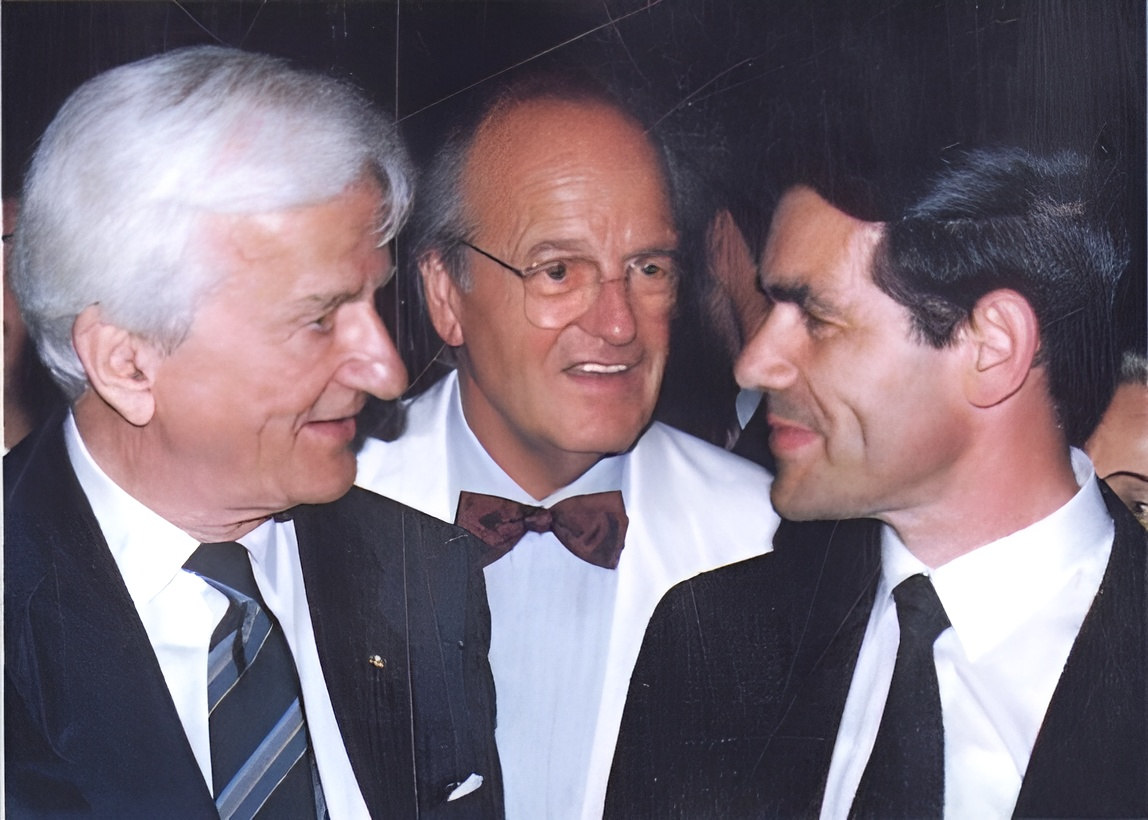
Rainer Pawelke (rechts), 1992 mit Richard von Weizsäcker.

Rainer Pawelke (* 16. März 1947) ist ein deutscher Choreograph, Regisseur, Produzent, Pädagoge und Autor.

## Werdegang
Pawelke ist Gründer und künstlerischer Leiter des Showtheaters "Traumfabrik". Er ist Choreograph, Regisseur und Produzent großer internationaler Kulturveranstaltungen (u. a. Eröffnungsfeier der Weltmeisterschaften im Kunstturnen in Stuttgart 1989 / Weltausstellung in Sevilla, EXPO 1992 im Auftrag der Bundesrepublik Deutschland, Produzent des "Deutschen Tages").
Von 1972 bis 2002 war Pawelke als Dozent am Institut für Sportwissenschaft in der Lehrerausbildung an der Universität Regensburg tätig, mit den Schwerpunkten: Trainingswissenschaft, programmiertes Lernen und Sportpädagogik. Er ist Motor und Initiator der Neuen Sport- und Bewegungskultur (Fachzeitschrift Sportpädagogik 4/2003). Anfang der 1980er Jahre entwickelte er die Idee, den traditionellen Sport um kreative und spielerische Elemente zu erweitern. Heute gehören diese Inhalte zum Standard in den Lehrplänen und in der Lehrerausbildung (Bewegungskünste, Jonglieren, Abenteuersport, Frisbee-Spiele, Seilspringen usw.)
Bekannt wurde Rainer Pawelke auch durch die Entwicklung neuer Kreationen in der musisch-ästhetischen Bildung. So schuf er ein neues Genre: das Sporttheater und entwickelte dazu unter anderem ein methodisches künstlerisches Konzept für Schwarzes Theater.
Er plädiert für einen ideologiefreien Sport und lehnt die pädagogische Instrumentalisierung des Sportunterrichts ab. Er hält einen mit Lernzielen befrachteten Sportunterricht für verfehlt ("früher Wehrertüchtigung, heute Gesundheit"). Sport sei wie das Theater ein Kulturgut, das keiner weiteren Begründung bedürfe als der des Spaßes und des reinen Vergnügens.
Seine Ideen einer Neuen Sportkultur wurden in den 1980er und 90er Jahren bundesweit in den Medien, so in "Neue Wege im Sport" im Stern 9/83 und in 50 Fernsehsendungen, vorgestellt. So war er fünfmal Gast im Aktuellen Sportstudio des ZDF und erhielt Einladungen zu Talkshows mit Joachim Fuchsberger, Alfred Biolek und dem Gesundheitsmagazin des ZDF.
Seit 1983 gibt er diese Ideen an Multiplikatoren, Kulturmanager und Pädagogen weiter. Jedes Jahr findet an der Universität Regensburg die Internationale Sportkultur-Akademie der Traumfabrik statt. Sie ist heute mit 90 Workshops (Tanz, Theater, Spiel und Rhythmus), 60 Referenten, rund 2200 Kursplätzen und mit einem umfangreichen Kulturprogramm die größte Fortbildungsveranstaltung dieser Art.
Rainer Pawelke war wissenschaftlicher Leiter eines vom Bundesministerium für Bildung und Wissenschaft in Auftrag gegebenen Forschungsprojektes, mit dem neue Bewegungs- und Freizeitmöglichkeiten für Jugendliche erforscht und entwickelt wurden. Das Projekt war mit 750.000 DM vom Bund und mit 250.000 DM von Daimler-Benz ausgestattet. Die Laufzeit betrug vier Jahre (1986–1990) und endete mit einem Sportkultur-Festival, das in einer 90-minütigen Dokumentation im ZDF gezeigt wurde.
Er ist Autor sportwissenschaftlicher und pädagogischer Fachartikel und Bücher. Seine bedeutendste Publikation als Herausgeber und Autor ist eine umfassende Darstellung der Neuen Sportkultur, einer von ihm geprägten Denkrichtung.
Für seine künstlerische und wissenschaftliche Arbeit erhielt er nationale und internationale Kunst- und Kulturpreise.

## Veranstaltungen

### Kulturell
- 1980: Traumfabrik-Premiere, Audimax der Universität Regensburg
- 1985: Sportler für den Frieden, Sportgala, Dortmunder Westfalenhalle
- 1987: Nordische Ski-Weltmeisterschaften, Eröffnungsgala, Oberstdorf
- 1989: Weltmeisterschaften im Kunstturnen, Eröffnungsfeier, Stuttgart
- 1989: World Games, Eröffnungsfeier, Karlsruhe
- 1990: Kieler Woche, Eröffnungsfeiern
- 1990: Grand Slam Cup, Eröffnungsfeier, Olympiahalle München
- 1990: ARD Sportgala, Opening
- 1990: Traumfabrik – Jubiläumsveranstaltung, Olympiahalle München
- 1992: 100 Jahre Deutsche Bank – Jubiläumsveranstaltung, München
- 1997: 125 Jahre Siemens – Jubiläumsveranstaltung, Amberg
- 2001: 100 Jahre Maschinenfabrik Reinhausen – Jubiläumsveranstaltung
- 2003: Einweihungsfeier des Nepaltempels der EXPO 2000, Wiesent
- Traumfabrik – Multivisionstheater, Audimax der Universität Regensburg, jährlich 27.–31. Dezember

### Pädagogisch
- 1981: Projekt Traumfabrik, Gründung des pädagogischen Projektes Traumfabrik, Regensburg
- 1983: 1. Fortbildungsveranstaltung der Traumfabrik "Sporttheater", München
- 1990: Sportkultur-Festival, Forschungsprojekt des Bundeswissenschaftsministeriums, Schwandorf
- 1990: Internationaler Kongress "Alternative Sport- und Bewegungskultur", Universität Regensburg
- 1993: Internationaler Kongress " Neue Sportkultur", Universität Regensburg
- Internationale Sportkultur-Akademie der Traumfabrik, Universität Regensburg, jährlich

## Werke (Auswahl)
- 1989: Traumfabrik – poetisches Sporttheater, Copress-Verlag München[3]
- 1990: Forschungsbericht des Bundesbildungsministeriums, Sportkultur-Festival, Regensburg
- 1993: Neue Sportkultur, erweiterter Kongressbericht mit 36 Autoren, AOL Verlag, Lichtenau[4]
- 1995: Schwarzes Theater aus der Traumfabrik, Hugendubel Verlag München (2. Auflage 2002)[5]
- 1995: Sporttheater aus der Traumfabrik, Lehrbuch, Regensburg (4. Auflage 2007)

## Auszeichnungen
- 1989: Ehrenmedaille, verliehen vom Internationalen Weltturn-Verband (FIG) für Regie und Inszenierung der Eröffnungsfeier der Turn-Weltmeisterschaften 1989
- 1990: Pädagogikpreis des Bayerischen Lehrerverbandes, München[6]
- 1991: Kulturpreis der Stadt Kiel für die Produktion Eröffnungsveranstaltungen Kieler Woche 1990 und 1991
- 1993: Kulturpreis der Stadt Regensburg, stellvertretend für die Traumfabrik[7]
- 2005: Offizieller Festakt der Stadt Regensburg im historischen Reichssaal zum 25-jährigen Jubiläum der Traumfabrik
- 2015: Kulturpreis der Stadt Regensburg für sein Lebenswerk[8][9]